# Formule 1 in 2008

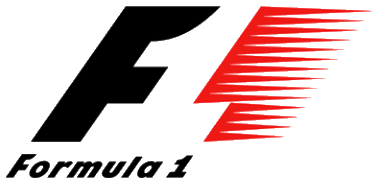
Formule 1 logo

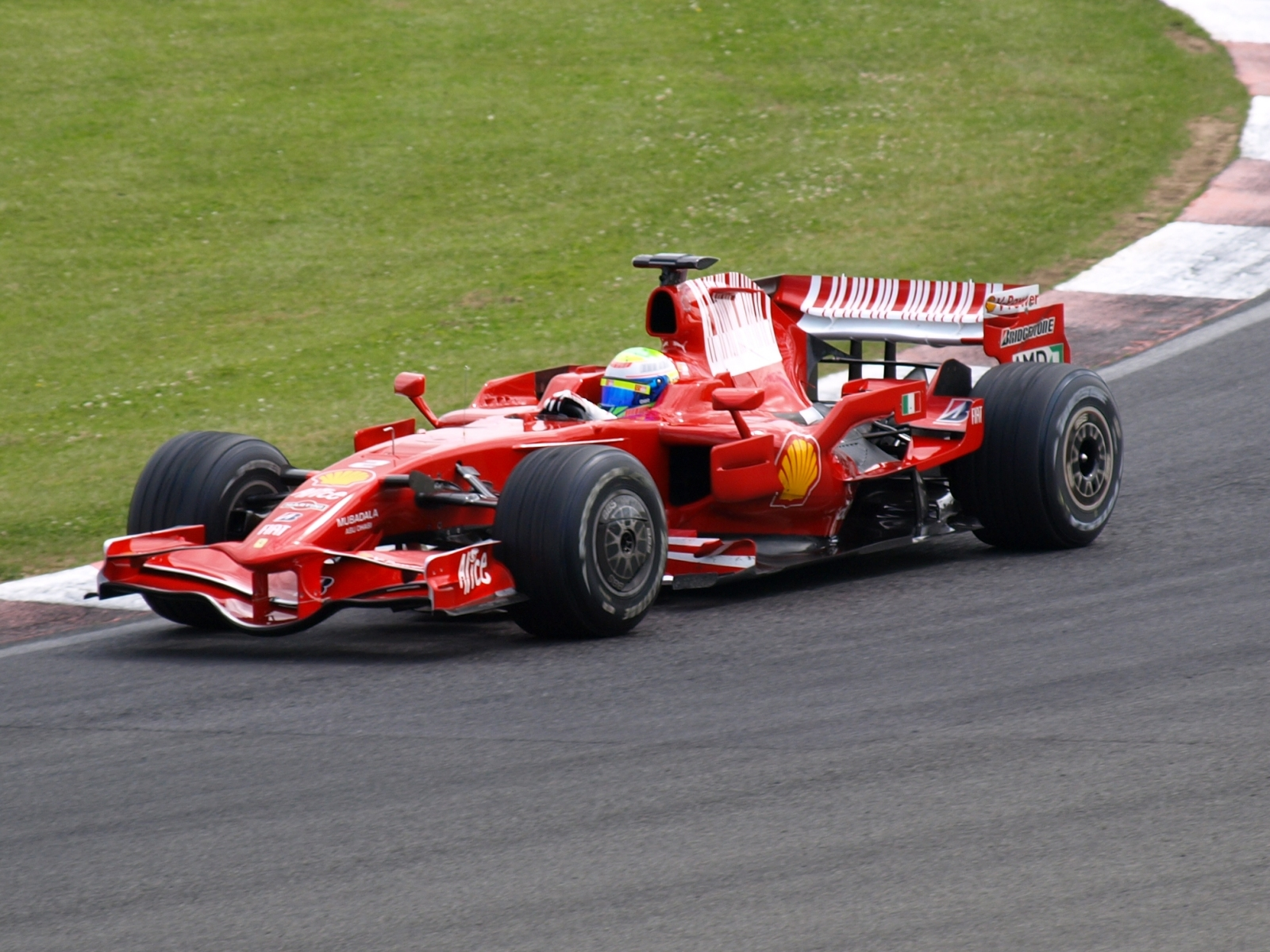
Scuderia Ferrari, constructeurskampioen 2008

Het Formule 1-seizoen 2008 was het 59ste FIA Formula One World Championship. Het startte op 16 maart en eindigde op 2 november na achttien races.
Lewis Hamilton werd na een spectaculaire laatste race de jongste wereldkampioen in de geschiedenis van de Formule 1 (totdat Sebastian Vettel in 2010 op nog jongere leeftijd wereldkampioen werd). Ferrari prolongeerde zijn wereldtitel bij de contructeurs.

## Algemeen
Het was het eerste seizoen onder het nieuwe Concorde Agreement. Het grootste verschil met het voorgaande seizoen was het verbod op traction control nadat het zijn herintrede had gedaan in 2001.

### Kwalificatie
Het kwalificatiesysteem van de Formule 1 is voor 2008 opnieuw veranderd. De lengte van de drie verschillende delen van de kwalificatie (Q1, Q2, Q3) zal veranderen. Deel 1 (Q1) zal in plaats van 15 minuten, nu 20 minuten duren. Deel 2 (Q2) blijft ongewijzigd. Deel 3 (Q3) zal in plaats van 15 nu 10 minuten duren. Verder moeten de teams de wagens al vanaf Q1 aftanken met de hoeveelheid benzine waarmee zij de race gaan starten. Er mag pas na Q3 worden bijgetankt. Dit om het zogenaamde "leegrijden" te voorkomen.

#### Verandering tijdens seizoen
Na de Grand Prix van Maleisië 2008 besloot de FIA om het kwalificatiesysteem weer te veranderen. Doordat de McLaren Mercedes-coureurs daar aan het eind van Q3 langzaam reden zodat ze Nick Heidfeld en Fernando Alonso hinderden en daarbij beiden vijf plaatsen werden teruggezet, geldt vanaf de Grand Prix van Bahrein 2008 de regel dat de coureurs die terugrijden naar de pits, daar niet meer tijd voor mogen nemen dan 120 procent van hun snelste ronde, om dit soort situaties te voorkomen.
Nadat op 6 mei Super Aguri zich wegens financiële problemen terug moest trekken worden de regels opnieuw aangepast: na de eerste en tweede kwalificatieronde zullen telkens slechts vijf wagens uit de strijd worden genomen, zodat er uiteindelijk toch weer tien overblijven voor Q3.

## Kalender

Landen die in 2008 een Grand Prix organiseerden zijn getoond in het groen, voormalige organiserende landen zijn getoond in het donkergrijs.

Op 24 oktober 2007 maakte de FIA de definitieve kalender voor 2008 bekend. Er stonden twee nieuwe stratencircuits op de kalender, het Valencia Street Circuit en het Marina Bay Street Circuit. De race in Singapore was de eerste Formule 1 race ooit die in het donker is gereden.
| GP nr. | Ronde | Grand Prix              | Circuit                        | Plaats            | Datum        |
| ------ | ----- | ----------------------- | ------------------------------ | ----------------- | ------------ |
| 786    | 1     | GP van Australië        | Albert Park                    | Melbourne         | 16 maart     |
| 787    | 2     | GP van Maleisië         | Sepang International Circuit   | Sepang            | 23 maart     |
| 788    | 3     | GP van Bahrein          | Bahrain International Circuit  | Sakhir            | 6 april      |
| 789    | 4     | GP van Spanje           | Circuit de Barcelona-Catalunya | Montmeló          | 27 april     |
| 790    | 5     | GP van Turkije          | Intercity Istanbul Park        | Tuzla             | 11 mei       |
| 791    | 6     | GP van Monaco           | Circuit de Monaco              | Monte Carlo       | 25 mei       |
| 792    | 7     | GP van Canada           | Circuit Gilles Villeneuve      | Montreal (Quebec) | 8 juni       |
| 793    | 8     | GP van Frankrijk        | Circuit de Nevers Magny-Cours  | Magny-Cours       | 22 juni      |
| 794    | 9     | GP van Groot-Brittannië | Silverstone Circuit            | Silverstone       | 6 juli       |
| 795    | 10    | GP van Duitsland        | Hockenheimring                 | Hockenheim        | 20 juli      |
| 796    | 11    | GP van Hongarije        | Hungaroring                    | Mogyoród          | 3 augustus   |
| 797    | 12    | GP van Europa           | Valencia Street Circuit        | Valencia          | 24 augustus  |
| 798    | 13    | GP van België           | Circuit Spa-Francorchamps      | Stavelot          | 7 september  |
| 799    | 14    | GP van Italië           | Autodromo Nazionale Monza      | Monza             | 14 september |
| 800    | 15    | GP van Singapore        | Marina Bay Street Circuit      | Singapore         | 28 september |
| 801    | 16    | GP van Japan            | Fuji Speedway                  | Oyama             | 12 oktober   |
| 802    | 17    | GP van China            | Shanghai International Circuit | Shanghai          | 19 oktober   |
| 803    | 18    | GP van Brazilië         | Autódromo José Carlos Pace     | São Paulo         | 2 november   |

### Kalenderwijzigingen in 2008
- De Grand Prix van Turkije werd verplaatst van augustus naar mei.
- De Grand Prix van de Verenigde Staten verdween van de kalender.
- De Grand Prix van Duitsland keerde na één jaar afwezigheid terug op de kalender.
- De Grand Prix van Hongarije en de Grand Prix van Europa verwisselden van plaats op de kalender. Tevens werd de Grand Prix van Europa verplaatst van de Nürburgring naar het Valencia Street Circuit.
- De Grand Prix van België keerde na één jaar afwezigheid terug op de kalender.
- De Grand Prix van Singapore stond voor de eerste keer op de kalender van de Formule 1.

### Autopresentaties
| Constructeur        | Chassis    | Presentatiedatum           | Presentatielocatie            |
| ------------------- | ---------- | -------------------------- | ----------------------------- |
| Ferrari             | F2008      | 6 januari 2008             | Fiorano, Italië               |
| McLaren Mercedes    | MP4-23     | 7 januari 2008             | Stuttgart, Duitsland          |
| Toyota              | TF 108     | 10 januari 2008            | Keulen, Duitsland             |
| BMW Sauber          | F1.08      | 14 januari 2008            | München, Duitsland            |
| RBR-Renault         | RB4        | 16 januari 2008            | Jerez, Spanje                 |
| Honda               | RA108      | 29 januari 2008            | Brackley, Verenigd Koninkrijk |
| Renault             | R28        | 31 januari 2008            | Parijs, Frankrijk             |
| Force India Ferrari | VJM01      | 7 februari 2008            | Mumbai, India                 |
| STR-Ferrari         | STR2B STR3 | Geen officiële presentatie | Geen officiële presentatie    |
| Williams Toyota     | FW30       | Geen officiële presentatie | Geen officiële presentatie    |
| Super Aguri Honda   | SA08       | Geen officiële presentatie | Geen officiële presentatie    |

## Ingeschreven teams en coureurs
De volgende teams en coureurs namen deel aan het 'FIA Wereldkampioenschap Formule 1' 2008. Alle teams reden met banden geleverd door Bridgestone.
| Inschrijving                 | Constructeur        | Chassis       | Motor           | Nr. | Coureur              | Ronde | Nr. | Test/reserve coureur                                                 |
| ---------------------------- | ------------------- | ------------- | --------------- | --- | -------------------- | ----- | --- | -------------------------------------------------------------------- |
| Scuderia Ferrari Marlboro    | Ferrari             | F2008         | Ferrari 056     | 1   | Kimi Räikkönen       | Alle  | 31  | Luca Badoer Marc Gené Michael Schumacher                             |
| Scuderia Ferrari Marlboro    | Ferrari             | F2008         | Ferrari 056     | 2   | Felipe Massa         | Alle  | 31  | Luca Badoer Marc Gené Michael Schumacher                             |
| BMW Sauber F1 Team           | BMW Sauber          | F1.08         | BMW P86/8       | 3   | Nick Heidfeld        | Alle  | 32  | Christian Klien Marko Asmer                                          |
| BMW Sauber F1 Team           | BMW Sauber          | F1.08         | BMW P86/8       | 4   | Robert Kubica        | Alle  | 32  | Christian Klien Marko Asmer                                          |
| ING Renault F1 Team          | Renault             | R28           | Renault RS27    | 5   | Fernando Alonso      | Alle  | 33  | Lucas di Grassi Romain Grosjean Sakon Yamamoto                       |
| ING Renault F1 Team          | Renault             | R28           | Renault RS27    | 6   | Nelson Piquet jr.    | Alle  | 33  | Lucas di Grassi Romain Grosjean Sakon Yamamoto                       |
| AT&T Williams                | Williams Toyota     | FW30          | Toyota RVX-08   | 7   | Nico Rosberg         | Alle  | 34  | Nico Hülkenberg                                                      |
| AT&T Williams                | Williams Toyota     | FW30          | Toyota RVX-08   | 8   | Kazuki Nakajima      | Alle  | 34  | Nico Hülkenberg                                                      |
| Red Bull Racing              | RBR Renault         | RB4           | Renault RS27    | 9   | David Coulthard      | Alle  | 35  | Sébastien Buemi                                                      |
| Red Bull Racing              | RBR Renault         | RB4           | Renault RS27    | 10  | Mark Webber          | Alle  | 35  | Sébastien Buemi                                                      |
| Panasonic Toyota Racing      | Toyota              | TF108         | Toyota RVX-08   | 11  | Jarno Trulli         | Alle  | 36  | Kamui Kobayashi                                                      |
| Panasonic Toyota Racing      | Toyota              | TF108         | Toyota RVX-08   | 12  | Timo Glock           | Alle  | 36  | Kamui Kobayashi                                                      |
| Scuderia Toro Rosso          | STR Ferrari         | STR2B *1 STR3 | Ferrari 056     | 14  | Sébastien Bourdais   | Alle  | 37  | Brendon Hartley                                                      |
| Scuderia Toro Rosso          | STR Ferrari         | STR2B *1 STR3 | Ferrari 056     | 15  | Sebastian Vettel     | Alle  | 37  | Brendon Hartley                                                      |
| Honda Racing F1 Team         | Honda               | RA108         | Honda RA808E    | 16  | Jenson Button        | Alle  | 38  | Alexander Wurz Anthony Davidson Mike Conway Luca Filippi Takuma Sato |
| Honda Racing F1 Team         | Honda               | RA108         | Honda RA808E    | 17  | Rubens Barrichello   | Alle  | 38  | Alexander Wurz Anthony Davidson Mike Conway Luca Filippi Takuma Sato |
| Super Aguri F1 ‡             | Super Aguri Honda   | SA08          | Honda RA808E    | 18  | Takuma Sato          | 1-4   | 39  |                                                                      |
| Super Aguri F1 ‡             | Super Aguri Honda   | SA08          | Honda RA808E    | 19  | Anthony Davidson     | 1-4   | 39  |                                                                      |
| Force India Formula One Team | Force India Ferrari | VJM01         | Ferrari 056     | 20  | Adrian Sutil         | Alle  | 40  | Vitantonio Liuzzi                                                    |
| Force India Formula One Team | Force India Ferrari | VJM01         | Ferrari 056     | 21  | Giancarlo Fisichella | Alle  | 40  | Vitantonio Liuzzi                                                    |
| Vodafone McLaren Mercedes    | McLaren-Mercedes    | MP4-23        | Mercedes FO108V | 22  | Lewis Hamilton       | Alle  | 41  | Pedro de la Rosa Gary Paffett Paul di Resta                          |
| Vodafone McLaren Mercedes    | McLaren-Mercedes    | MP4-23        | Mercedes FO108V | 23  | Heikki Kovalainen    | Alle  | 41  | Pedro de la Rosa Gary Paffett Paul di Resta                          |

*1 Toro Rosso reed in het begin van 2008 nog met een (aangepaste) wagen van 2007.

‡ Super Aguri maakte op 6 mei bekend dat ze, wegens financiële problemen, niet verder zouden gaan in 2008.

### Informatie teams in 2008
Teams verbonden met FOM:
- Scuderia Ferrari
- Red Bull Racing
- Renault
- Force India
- Super Aguri
- Scuderia Toro Rosso
- Toyota
- Williams

GPMA-teams (MoU met het FOM)
- BMW Sauber
- Honda
- McLaren Mercedes

## Resultaten en klassementen

### Grands Prix
| Ronde | Grand Prix              | Poleposition      | Snelste ronde     | Winnende coureur  | Winnende constructeur | Verslag |
| ----- | ----------------------- | ----------------- | ----------------- | ----------------- | --------------------- | ------- |
| 1     | GP van Australië        | Lewis Hamilton    | Heikki Kovalainen | Lewis Hamilton    | McLaren-Mercedes      | Verslag |
| 2     | GP van Maleisië         | Felipe Massa      | Nick Heidfeld     | Kimi Räikkönen    | Ferrari               | Verslag |
| 3     | GP van Bahrein          | Robert Kubica     | Heikki Kovalainen | Felipe Massa      | Ferrari               | Verslag |
| 4     | GP van Spanje           | Kimi Räikkönen    | Kimi Räikkönen    | Kimi Räikkönen    | Ferrari               | Verslag |
| 5     | GP van Turkije          | Felipe Massa      | Kimi Räikkönen    | Felipe Massa      | Ferrari               | Verslag |
| 6     | GP van Monaco           | Felipe Massa      | Kimi Räikkönen    | Lewis Hamilton    | McLaren-Mercedes      | Verslag |
| 7     | GP van Canada           | Lewis Hamilton    | Kimi Räikkönen    | Robert Kubica     | BMW Sauber            | Verslag |
| 8     | GP van Frankrijk        | Kimi Räikkönen    | Kimi Räikkönen    | Felipe Massa      | Ferrari               | Verslag |
| 9     | GP van Groot-Brittannië | Heikki Kovalainen | Kimi Räikkönen    | Lewis Hamilton    | McLaren-Mercedes      | Verslag |
| 10    | GP van Duitsland        | Lewis Hamilton    | Nick Heidfeld     | Lewis Hamilton    | McLaren-Mercedes      | Verslag |
| 11    | GP van Hongarije        | Lewis Hamilton    | Kimi Räikkönen    | Heikki Kovalainen | McLaren-Mercedes      | Verslag |
| 12    | GP van Europa           | Felipe Massa      | Felipe Massa      | Felipe Massa      | Ferrari               | Verslag |
| 13    | GP van België           | Lewis Hamilton    | Kimi Räikkönen    | Felipe Massa      | Ferrari               | Verslag |
| 14    | GP van Italië           | Sebastian Vettel  | Kimi Räikkönen    | Sebastian Vettel  | Toro Rosso-Ferrari    | Verslag |
| 15    | GP van Singapore        | Felipe Massa      | Kimi Räikkönen    | Fernando Alonso   | Renault               | Verslag |
| 16    | GP van Japan            | Lewis Hamilton    | Felipe Massa      | Fernando Alonso   | Renault               | Verslag |
| 17    | GP van China            | Lewis Hamilton    | Lewis Hamilton    | Lewis Hamilton    | McLaren-Mercedes      | Verslag |
| 18    | GP van Brazilië         | Felipe Massa      | Felipe Massa      | Felipe Massa      | Ferrari               | Verslag |

### Puntentelling
Punten werden toegekend aan de top acht geklasseerde coureurs.
| Positie | 01e0 | 02e0 | 03e0 | 04e0 | 05e0 | 06e0 | 07e0 | 08e0 |
| Punten  | 10   | 8    | 6    | 5    | 4    | 3    | 2    | 1    |

### Klassement bij de coureurs
| Pos. | Coureur              | AUS | MAL  | BHR | SPA | TUR | MON | CAN  | FRA | GBR | DUI | HON | EUR | BEL | ITA | SIN  | JPN | CHN | BRA | Punten |
| ---- | -------------------- | --- | ---- | --- | --- | --- | --- | ---- | --- | --- | --- | --- | --- | --- | --- | ---- | --- | --- | --- | ------ |
| 1    | Lewis Hamilton       | 1P  | 5    | 13  | 3   | 2   | 1   | DNFP | 10  | 1   | 1P  | 5P  | 2   | 3P  | 7   | 3    | 12P | 1PS | 5   | 98     |
| 2    | Felipe Massa         | DNF | DNFP | 1   | 2   | 1P  | 3P  | 5    | 1   | 13  | 3   | 17  | 1PS | 1   | 6   | 13P  | 7S  | 2   | 1PS | 97     |
| 3    | Kimi Räikkönen       | 8†  | 1    | 2   | 1PS | 3S  | 9S  | DNFS | 2PS | 4S  | 6   | 3S  | DNF | 18S | 9S  | 15†S | 3   | 3   | 3   | 75     |
| 4    | Robert Kubica        | DNF | 2    | 3P  | 4   | 4   | 2   | 1    | 5   | DNF | 7   | 8   | 3   | 6   | 3   | 11   | 2   | 6   | 11  | 75     |
| 5    | Fernando Alonso      | 4   | 8    | 10  | DNF | 6   | 10  | DNF  | 8   | 6   | 11  | 4   | DNF | 4   | 4   | 1    | 1   | 4   | 2   | 61     |
| 6    | Nick Heidfeld        | 2   | 6S   | 4   | 9   | 5   | 14  | 2    | 13  | 2   | 4S  | 10  | 9   | 2   | 5   | 6    | 9   | 5   | 10  | 60     |
| 7    | Heikki Kovalainen    | 5S  | 3    | 5S  | DNF | 12  | 8   | 9    | 4   | 5P  | 5   | 1   | 4   | 10  | 2   | 10   | DNF | DNF | 7   | 53     |
| 8    | Sebastian Vettel     | DNF | DNF  | DNF | DNF | 17  | 5   | 8    | 12  | DNF | 8   | DNF | 6   | 5   | 1P  | 5    | 6   | 9   | 4   | 35     |
| 9    | Jarno Trulli         | DNF | 4    | 6   | 8   | 10  | 13  | 6    | 3   | 7   | 9   | 7   | 5   | 16  | 13  | DNF  | 5   | DNF | 8   | 31     |
| 10   | Timo Glock           | DNF | DNF  | 9   | 11  | 13  | 12  | 4    | 11  | 12  | DNF | 2   | 7   | 9   | 11  | 4    | DNF | 7   | 6   | 25     |
| 11   | Mark Webber          | DNF | 7    | 7   | 5   | 7   | 4   | 12   | 6   | 10  | DNF | 9   | 12  | 8   | 8   | DNF  | 8   | 14  | 9   | 21     |
| 12   | Nelson Piquet jr.    | DNF | 11   | DNF | DNF | 15  | DNF | DNF  | 7   | DNF | 2   | 6   | 11  | DNF | 10  | DNF  | 4   | 8   | DNF | 19     |
| 13   | Nico Rosberg         | 3   | 14   | 8   | DNF | 8   | DNF | 10   | 16  | 9   | 10  | 14  | 8   | 12  | 14  | 2    | 11  | 15  | 12  | 17     |
| 14   | Rubens Barrichello   | DSQ | 13   | 11  | DNF | 14  | 6   | 7    | 14  | 3   | DNF | 16  | 16  | DNF | 17  | DNF  | 13  | 11  | 15  | 11     |
| 15   | Kazuki Nakajima      | 6   | 17   | 14  | 7   | DNF | 7   | DNF  | 15  | 8   | 14  | 13  | 15  | 14  | 12  | 8    | 15  | 12  | 17  | 9      |
| 16   | David Coulthard      | DNF | 9    | 18  | 12  | 9   | DNF | 3    | 9   | DNF | 13  | 11  | 17  | 11  | 16  | 7    | DNF | 10  | DNF | 8      |
| 17   | Sébastien Bourdais   | 7†  | DNF  | 15  | DNF | DNF | DNF | 13   | 17  | 11  | 12  | 18  | 10  | 7   | 18  | 12   | 10  | 13  | 14  | 4      |
| 18   | Jenson Button        | DNF | 10   | DNF | 6   | 11  | 11  | 11   | DNF | DNF | 17  | 12  | 13  | 15  | 15  | 9    | 14  | 16  | 13  | 3      |
| 19   | Giancarlo Fisichella | DNF | 12   | 12  | 10  | DNF | DNF | DNF  | 18  | DNF | 16  | 15  | 14  | 17  | DNF | 14   | DNF | 17  | 17  | 0      |
| 20   | Adrian Sutil         | DNF | DNF  | 19  | DNF | 16  | DNF | DNF  | 19  | DNF | 15  | DNF | DNF | 13  | 19  | DNF  | DNF | DNF | 16  | 0      |
| 21   | Takuma Sato          | DNF | 16   | 17  | 13  |     |     |      |     |     |     |     |     |     |     |      |     |     |     | 0      |
| 22   | Anthony Davidson     | DNF | 15   | 16  | DNF |     |     |      |     |     |     |     |     |     |     |      |     |     |     | 0      |
| Pos. | Coureur              | AUS | MAL  | BHR | SPA | TUR | MON | CAN  | FRA | GBR | DUI | HON | EUR | BEL | ITA | SIN  | JPN | CHN | BRA | Punten |

| Resultaat                       |
| ------------------------------- |
| Winnaar                         |
| Tweede plaats                   |
| Derde plaats                    |
| Gefinisht (punten behaald)      |
| Gefinisht (geen punten behaald) |
| Niet geklasseerd (NC)           |
| Uitgevallen (DNF)               |
| Niet gekwalificeerd (DNQ)       |
| Gediskwalificeerd (DSQ)         |
| Niet gestart (DNS)              |
| Gewond (INJ)                    |
| Uitgesloten (EX)                |
| Teruggetrokken (WD)             |
| Niet deelgenomen (blanco cel)   |
| P Pole position                 |
| S Snelste ronde                 |

### Klassement bij de constructeurs
| Pos. | Constructeur        | Nr. | AUS | MAL  | BHR | SPA | TUR | MON | CAN  | FRA | GBR | DUI | HON | EUR | BEL | ITA | SIN  | JPN | CHN | BRA | Punten |
| ---- | ------------------- | --- | --- | ---- | --- | --- | --- | --- | ---- | --- | --- | --- | --- | --- | --- | --- | ---- | --- | --- | --- | ------ |
| 1    | Ferrari             | 1   | 8†  | 1    | 2   | 1PS | 3S  | 9S  | DNFS | 2PS | 4S  | 6   | 3S  | DNF | 18S | 9S  | 15†S | 3   | 3   | 3   | 172    |
| 1    | Ferrari             | 2   | DNF | DNFP | 1   | 2   | 1P  | 3P  | 5    | 1   | 13  | 3   | 17  | 1PS | 1   | 6   | 13P  | 7S  | 2   | 1PS | 172    |
| 2    | McLaren-Mercedes    | 22  | 1P  | 5    | 13  | 3   | 2   | 1   | DNFP | 10  | 1   | 1P  | 5P  | 2   | 3P  | 7   | 3    | 12P | 1PS | 5   | 151    |
| 2    | McLaren-Mercedes    | 23  | 5S  | 3    | 5S  | DNF | 12  | 8   | 9    | 4   | 5P  | 5   | 1   | 4   | 10  | 2   | 10   | DNF | DNF | 7   | 151    |
| 3    | BMW Sauber          | 3   | 2   | 6S   | 4   | 9   | 5   | 14  | 2    | 13  | 2   | 4S  | 10  | 9   | 2   | 5   | 6    | 9   | 5   | 10  | 135    |
| 3    | BMW Sauber          | 4   | DNF | 2    | 3P  | 4   | 4   | 2   | 1    | 5   | DNF | 7   | 8   | 3   | 6   | 3   | 11   | 2   | 6   | 11  | 135    |
| 4    | Renault             | 5   | 4   | 8    | 10  | DNF | 6   | 10  | DNF  | 8   | 6   | 11  | 4   | DNF | 4   | 4   | 1    | 1   | 4   | 2   | 80     |
| 4    | Renault             | 6   | DNF | 11   | DNF | DNF | 15  | DNF | DNF  | 7   | DNF | 2   | 6   | 11  | DNF | 10  | DNF  | 4   | 8   | DNF | 80     |
| 5    | Toyota              | 11  | DNF | 4    | 6   | 8   | 10  | 13  | 6    | 3   | 7   | 9   | 7   | 5   | 16  | 13  | DNF  | 5   | DNF | 8   | 56     |
| 5    | Toyota              | 12  | DNF | DNF  | 9   | 11  | 13  | 12  | 4    | 11  | 12  | DNF | 2   | 7   | 9   | 11  | 4    | DNF | 7   | 6   | 56     |
| 6    | Toro Rosso-Ferrari  | 14  | 7†  | DNF  | 15  | DNF | DNF | DNF | 13   | 17  | 11  | 12  | 18  | 10  | 7   | 18  | 12   | 10  | 13  | 14  | 39     |
| 6    | Toro Rosso-Ferrari  | 15  | DNF | DNF  | DNF | DNF | 17  | 5   | 8    | 12  | DNF | 8   | DNF | 6   | 5   | 1P  | 5    | 6   | 9   | 4   | 39     |
| 7    | Red Bull-Renault    | 9   | DNF | 9    | 18  | 12  | 9   | DNF | 3    | 9   | DNF | 13  | 11  | 17  | 11  | 16  | 7    | DNF | 10  | DNF | 29     |
| 7    | Red Bull-Renault    | 10  | DNF | 7    | 7   | 5   | 7   | 4   | 12   | 6   | 10  | DNF | 9   | 12  | 8   | 8   | DNF  | 8   | 14  | 9   | 29     |
| 8    | Williams-Toyota     | 7   | 3   | 14   | 8   | DNF | 8   | DNF | 10   | 16  | 9   | 10  | 14  | 8   | 12  | 14  | 2    | 11  | 15  | 12  | 26     |
| 8    | Williams-Toyota     | 8   | 6   | 17   | 14  | 7   | DNF | 7   | DNF  | 15  | 8   | 14  | 13  | 15  | 14  | 12  | 8    | 15  | 12  | 17  | 26     |
| 9    | Honda               | 16  | DNF | 10   | DNF | 6   | 11  | 11  | 11   | DNF | DNF | 17  | 12  | 13  | 15  | 15  | 9    | 14  | 16  | 13  | 14     |
| 9    | Honda               | 17  | DSQ | 13   | 11  | DNF | 14  | 6   | 7    | 14  | 3   | DNF | 16  | 16  | DNF | 17  | DNF  | 13  | 11  | 15  | 14     |
| 10   | Force India-Ferrari | 20  | DNF | DNF  | 19  | DNF | 16  | DNF | DNF  | 19  | DNF | 15  | DNF | DNF | 13  | 19  | DNF  | DNF | DNF | 16  | 0      |
| 10   | Force India-Ferrari | 21  | DNF | 12   | 12  | 10  | DNF | DNF | DNF  | 18  | DNF | 16  | 15  | 14  | 17  | DNF | 14   | DNF | 17  | 18  | 0      |
| 11   | Super Aguri-Honda   | 18  | DNF | 16   | 17  | 13  |     |     |      |     |     |     |     |     |     |     |      |     |     |     | 0 *    |
| 11   | Super Aguri-Honda   | 19  | DNF | 15   | 16  | DNF |     |     |      |     |     |     |     |     |     |     |      |     |     |     | 0 *    |
| Pos. | Constructeur        | Nr. | AUS | MAL  | BHR | SPA | TUR | MON | CAN  | FRA | GBR | DUI | HON | EUR | BEL | ITA | SIN  | JPN | CHN | BRA | Punten |

| Resultaat                       |
| ------------------------------- |
| Winnaar                         |
| Tweede plaats                   |
| Derde plaats                    |
| Gefinisht (punten behaald)      |
| Gefinisht (geen punten behaald) |
| Niet geklasseerd (NC)           |
| Uitgevallen (DNF)               |
| Niet gekwalificeerd (DNQ)       |
| Gediskwalificeerd (DSQ)         |
| Niet gestart (DNS)              |
| Gewond (INJ)                    |
| Uitgesloten (EX)                |
| Teruggetrokken (WD)             |
| Niet deelgenomen (blanco cel)   |
| P Pole position                 |
| S Snelste ronde                 |

Opmerking:

* Super Aguri heeft zich met ingang van de Grand Prix van Turkije uit het kampioenschap teruggetrokken.